# Lagunas (Ayabaca)
Lagunas es un caserío peruano, capital del distrito homónimo perteneciente a la provincia de Ayabaca del departamento de Piura, al norte del Perú. 

## Ubicación
Lagunas se ubica al sur de la provincia de Ayabaca, en el distrito de Lagunas, en el departamento de Piura.

## Demografía
En 2017 Lagunas tenía una población de 351 habitantes.
| Gráfica de evolución demográfica de Lagunas entre 1993 y 2017 |
|                                                               |
| Fuentes: Población 1993 y 2017                                |